# Hockinson
Hockinson az Amerikai Egyesült Államok északnyugati részén, Washington állam Clark megyéjében elhelyezkedő statisztikai település. A 2010. évi népszámlálási adatok alapján 4771 lakosa van.

## Népesség
A település népességének változása:
| Lakosok száma | 5136 | 4771 | 6105 |
|               | 2000 | 2010 | 2020 |